# Marion Martin
Marion Martin (ur. 7 czerwca 1908 w Filadelfii w stanie Pensylwania, zm. 13 sierpnia 1985) – amerykańska aktorka filmowa.

## Filmografia
- 1935: All for One
- 1939: Człowiek w żelaznej masce jako Louise de la Valiere
- 1942: Historia jednego fraka jako Wiewiórka
- 1946: Anioł na ramieniu jako Pani Bentley / Rosie Morgan
- 1950: Dakota Lil jako Piosenkarka

## Wyróżnienia
Posiada swoją gwiazdę na Hollywoodzkiej Alei Gwiazd.